# 오버워치 리그
오버워치 리그(Overwatch League, 약칭 OWL)는 블리자드 엔터테인먼트가 주최 및 주관하는 오버워치의 최상위 등급 대회였다. 전통 스포츠의 연고지 방식을 도입한 최초의 대규모 e스포츠 대회로, 많은 e스포츠 대회들이 사용하는 승강전 방식이나 개별 예선을 통한 참가가 아닌 소유주 휘하의 프랜차이즈 팀이 개별 선수를 뽑아 구성하는 대회 구성을 사용하였다.

## 대회 구성
리그는 각 도시의 지역별로 구분된 태평양 디비전과 대서양 디비전으로 구성되어 있으며, 각 디비전별 경기를 중심으로 디비전 간 교류전인 인터리그 또한 계획되어 있다. 태평양 디버전은 동부와 서부, 대서양 디비전은 북부와 남부로 다시 나뉜다. 각각의 팀은 개별 경기장을 구비하고 이동 경기를 치르도록 예정되어 있으나, 2019 시즌까지는 모든 도시에 경기장이 준비되지 않았으므로 미국 LA의 블리자드 아레나에서 정규시즌 전 경기를 치렀다.
한 시즌은 4개의 스테이지로 이뤄져 있고, 각 스테이지는 5주간 진행된다. 팀당 총 28경기를 치르며, 같은 디비전끼리는 각각 2경기, 다른 디비전의 팀들과는 1경기를 시즌 동안 가진다. 스테이지 2와 3 사이의 기간에는 올스타전을 진행한다.
시즌 1 때는 모든 스테이지가 완료되면 각 디비전의 1위 팀과 디비전 1위를 제외한 전체 순위 1~4위 팀은 포스트시즌에 진출하여 리그 우승자를 가려냈었다. 포스트시즌이 종료되면 올스타 주간에 들어갔다. 2019 시즌까지는 5주의 스테이지가 완료되면 이벤트 성격의 타이틀 매치가 진행됐었다.
하부 리그로 각 지역별 오버워치 컨텐더스 대회와 오버워치 오픈 디비전 대회를 거느리고 있다. 이 하부 리그는 오버워치 리그와는 직접적으로 연결되지는 않으나, 선수 풀로서 사용된다. 리그 팀이 존재하지 않는 지역에도 풀 대회는 개최된다. 모든 리그 팀들은 이 컨텐더스에 2부 아카데미 팀을 둘 수 있다. 아카데미 팀은 성적이 낮아도 승강전이 면제된다.

## 팀
| 다이너스티 드래곤즈 스파크 차지 헌터즈 | 타이탄즈 쇼크 발리언트 글래디에이터즈 퓨얼 아웃로즈 레인 메이헴 저스티스 퓨전 디파이언트 엑셀시어 업라이징 | 스핏파이어 이터널 |

| 디비전      | 팀                                                 | 연고지           | 경기장                                                       | 창설년도 | 소유주                         | 2군 팀          |
| ----------- | -------------------------------------------------- | ---------------- | ------------------------------------------------------------ | -------- | ------------------------------ | --------------- |
| 태평양 동부 | 서울 다이너스티 Seoul Dynasty                      | 서울             | 동대문 디자인 플라자                                         | 2017년   | Gen.G                          | Gen.G           |
| 태평양 동부 | 상하이 드래곤즈 Shanghai Dragons                   | 상하이           | 신예팡 스튜디오                                              | 2017년   | 넷이즈 게임즈                  | 팀 CC           |
| 태평양 동부 | 광저우 차지 Guangzhou Charge                       | 광저우           | 텐허 스타디움, 포산국제체육문화예술센터                      | 2017년   | 넨킨 그룹                      | T1W GZA         |
| 태평양 동부 | 청두 헌터스 Chengdu Hunters                        | 청두             | 우량예 청두 공연예술센터                                     | 2018년   |                                | LGE 후야        |
| 태평양 동부 | 항저우 스파크 Hangzhou Spark                       | 항저우           | 항저우 대극장, 우전 대극장                                   | 2018년   | 비리비리                       | 비리비리 게이밍 |
| 태평양 서부 | 댈러스 퓨얼 Dallas Fuel                            | 댈러스           | e스포츠스타디움 알링턴, 도요타 뮤직 팩토리, 앨런 이벤트 센터 | 2017년   | 팀 엔비, 허쉬 인터랙티브 그룹  |                 |
| 태평양 서부 | 로스앤젤레스 글래디에이터즈 Los Angeles Gladiators | 로스앤젤레스     | 더 노보                                                      | 2017년   | 크로엔크 스포츠 & 엔터테인먼트 |                 |
| 태평양 서부 | 로스앤젤레스 발리언트 Los Angeles Valiant          | 로스앤젤레스     | 더 노보                                                      | 2017년   | 임모털스 게이밍 클럽           |                 |
| 태평양 서부 | 샌프란시스코 쇼크 San Francisco Shock              | 샌프란시스코     | 히스토릭 카우 팰리스, 새너제이 시빅 센터                     | 2017년   | NRG E스포츠                    |                 |
| 태평양 서부 | 밴쿠버 타이탄즈 Vancouver Titans                   | 밴쿠버           | 로저스 아레나                                                | 2018년   | 아퀼리니, 루미너서티 게이밍    |                 |
| 대서양 북부 | 보스턴 업라이징 Boston Uprising                    | 보스턴           |                                                              | 2017년   | 크래프트 그룹                  |                 |
| 대서양 북부 | 런던 스핏파이어 London Spitfire                    | 런던             | 웸블리 SSE 아레나, 국립 전시 센터                            | 2017년   | 클라우드 나인                  |                 |
| 대서양 북부 | 뉴욕 엑셀시어 New York Excelsior                   | 뉴욕             | 해머스타인 볼룸                                              | 2017년   | 스털링 VC                      |                 |
| 대서양 북부 | 토론토 디파이언트 Toronto Defiant                  | 토론토           | 로이 톰슨 홀                                                 | 2018년   | 오버액티브 미디어              |                 |
| 대서양 북부 | 파리 이터널 Paris Eternal                          | 파리             | 제니스 파리 라 빌레트                                        | 2018년   | DM E스포츠                     |                 |
| 대서양 남부 | 휴스턴 아웃로즈 Houston Outlaws                    | 휴스턴           | 리벤션 뮤직 센터                                             | 2017년   | 비즐리 브로캐스트 그룹         |                 |
| 대서양 남부 | 필라델피아 퓨전 Philadelphia Fusion                | 필라델피아       | 메트로폴리턴 오페라 하우스, 보드웍 홀, 퓨전 아레나           | 2017년   | Fusion University 퓨전대학교   |                 |
| 대서양 남부 | 애틀랜타 레인 Atlanta Reign                        | 애틀랜타         | 코카콜라 록시                                                | 2018년   | 애틀랜타 E스포츠 벤처스        |                 |
| 대서양 남부 | 워싱턴 저스티스 Washington Justice                 | 워싱턴 D.C.      | 디 앤썸, 엔터테인먼트 스포츠 아레나                          | 2018년   | 워싱턴 E스포츠 벤처스          |                 |
| 대서양 남부 | 플로리다 메이헴 Florida Mayhem                     | 마이애미, 올랜도 | 마이애미 대학교 왓스코 센터, 풀세일대학 폴세일 라이브        | 2017년   | 미스피츠 게이밍                |                 |

## 시즌

### 그랜드 파이널
| 시즌      | 결승전 개최지  | 우승              | 결과     | 준우승          | 3위           |
| --------- | -------------- | ----------------- | -------- | --------------- | ------------- |
| 출범 시즌 | 바클리스 센터  | 런던 스핏파이어   | 런던 2승 | 필라델피아 퓨전 | 뉴욕 엑셀시어 |
| 2019      | 웰스 파고 센터 | 샌프란시스코 쇼크 | 4-0      | 밴쿠버 타이탄즈 | 뉴욕 엑셀시어 |

### 미드 시즌
| 시즌                      | 우승              | 결과 | 준우승            |
| ------------------------- | ----------------- | ---- | ----------------- |
| 출범시즌 스테이지1        | 런던 스핏파이어   | 3-2  | 뉴욕 엑셀시어     |
| 출범시즌 스테이지2        | 뉴욕 엑셀시어     | 3-2  | 필라델피아 퓨전   |
| 출범시즌 스테이지3        | 뉴욕 엑셀시어     | 3-0  | 보스턴 업라이징   |
| 출범시즌 스테이지4        | LA 발리언트       | 3-1  | 뉴욕 엑셀시어     |
| 2019 스테이지1            | 밴쿠버 타이탄즈   | 4-3  | 샌프란시스코 쇼크 |
| 2019 스테이지2            | 샌프란시스코 쇼크 | 4-2  | 밴쿠버 타이탄즈   |
| 2019 스테이지3            | 상하이 드래곤즈   | 4-3  | 샌프란시스코 쇼크 |
| 2020 5월 토너먼트 아시아  | 상하이 드래곤즈   | 4-3  | 서울 다이너스티   |
| 2020 5월 토너먼트 NA      | 샌프란시스코 쇼크 | 4-2  | 플로리다 메이햄   |
| 2020 섬머 쇼다운 아시아   | 광저우 차지       | 4-2  | 상하이 드래곤즈   |
| 2020 섬머 쇼다운 NA       | 파리 이터널       | 4-3  | 필라델피아 퓨전   |
| 2020 카운트다운 컵 아시아 | 상하이 드래곤즈   | 4-0  | 항저우 스파크     |
| 2020 카운트다운 컵 NA     | 샌프란시스코 쇼크 | 4-2  | 필라델피아 퓨전   |